# Breguet Type III
Breguet III, IV e V foi uma série de aviões biplanos  e monomotores experimentais produzido pela Breguet com os desenvolvimentos do engenheiro Louis Breguet.

## Especificações (Type III apresentado no Salão Aéreo de Paris 1910)
Dados de: Flight Global.com.
Descrições gerais
- Comprimento: 9,2 m (30 ft)
- Envergadura:  13,2 m (43,3 ft) asas superiores e 9,9 m (32,5 ft) asas inferiores
- Área alar: 38 m² (409 ft²)
- Peso vazio: 475 kg (1 050 lb)

Motorização
- Número de motores: 1x
- Tipo do motor: Motor a pistão semi-radial
- Fabricante/modelo: R.E.P. 1910 60hp 5-cil.
- Potência por motor: 60 hp (44,7 kW)